# Lozen (Sofia)
Lozen (Bulgaars: Лозен) is met 6.188 inwoners het grootste dorp in Bulgarije en ligt in het westen van het land. Het dorp maakt administratief deel uit van de gemeente Pantsjarevo in de stad  Sofia. 

## Bevolking
In de eerste volkstelling van 1934 telde het dorp Lozen 4.634 inwoners. Dit aantal steeg tot 1975, waarna het begon af te namen. Tussen 1992 en 2011 groeide de bevolking echter weer en bereikte een hoogtepunt met 6.312 inwoners. Op 31 december 2019 telde het dorp Lozen is qua inwonersaantal het grootste dorp in Bulgarije. Er zijn talloze steden in het land die minder inwoners tellen dan dit dorp. Nagenoeg alle inwoners identificeerden zichzelf als etnische Bulgaren (5.691 personen, oftewel 99,6%). 
| Jaar      | 1934  | 1946  | 1956  | 1965  | 1975  | 1985  | 1992  | 2001  | 2011  | 2019  |
| Bevolking | 4.634 | 4.777 | 4.958 | 5.578 | 5.714 | 5.606 | 5.421 | 5.751 | 6.312 | 6.168 |

Van de 6.312 inwoners die in februari 2011 werden geregistreerd, waren er 779 jonger dan 15 jaar oud (12%), zo'n 4.357 inwoners waren tussen de 15-64 jaar oud (69%), terwijl er 1.176 inwoners van 65 jaar of ouder werden geteld (19%).

## Transport
Er zijn twee buslijnen in het dorp, nummers 5 en 7. Bus #5 verbindt het dorp met het busstation ‘Geo Milev’ in Sofia. Bus #7 verbindt het dorp daarentegen met station Iskar in het district Iskar te Sofia. Tot begin 2018 reed ook bus #37 in Lozen.

## Afbeeldingen

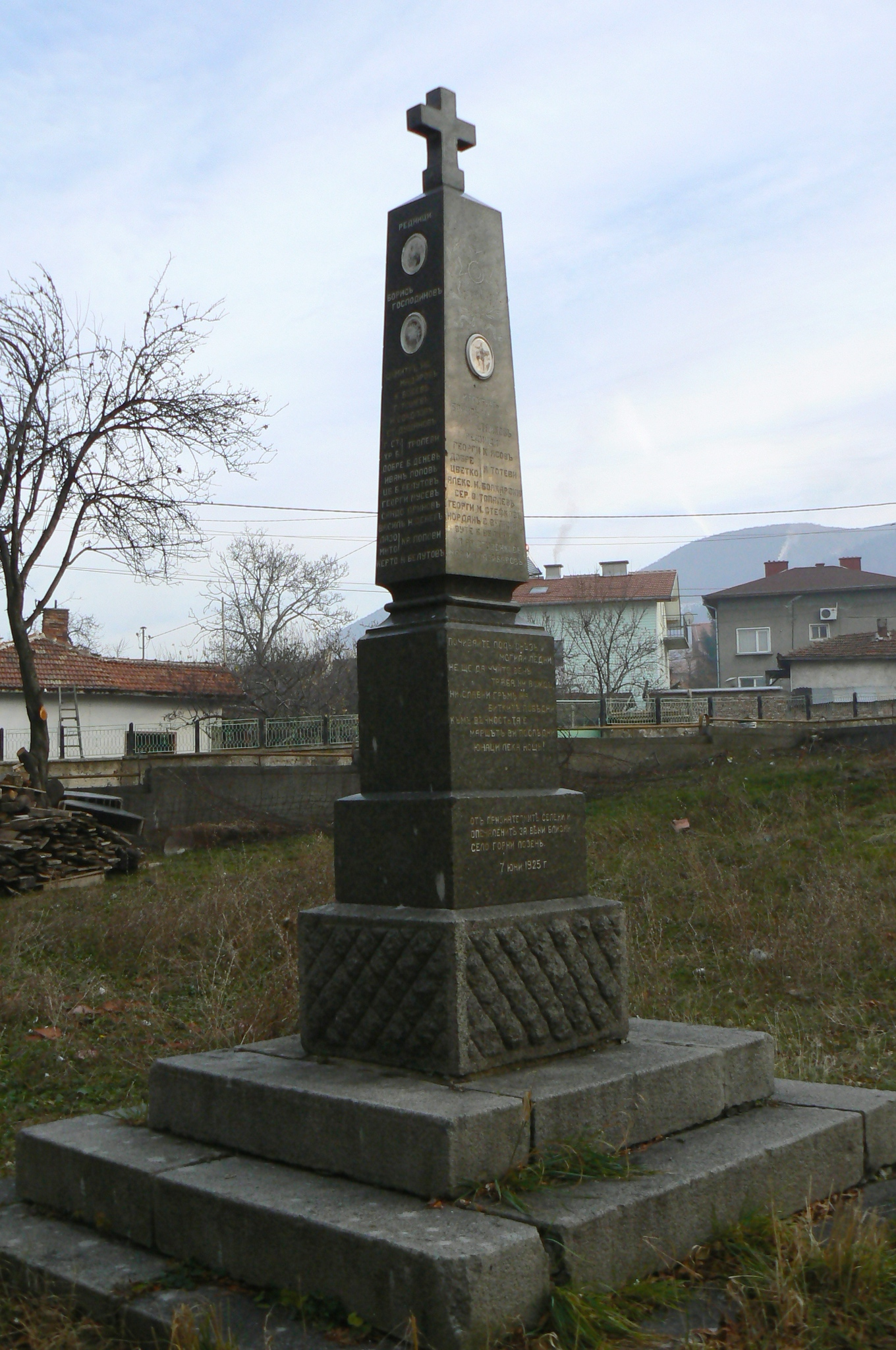
Oorlogsmonument
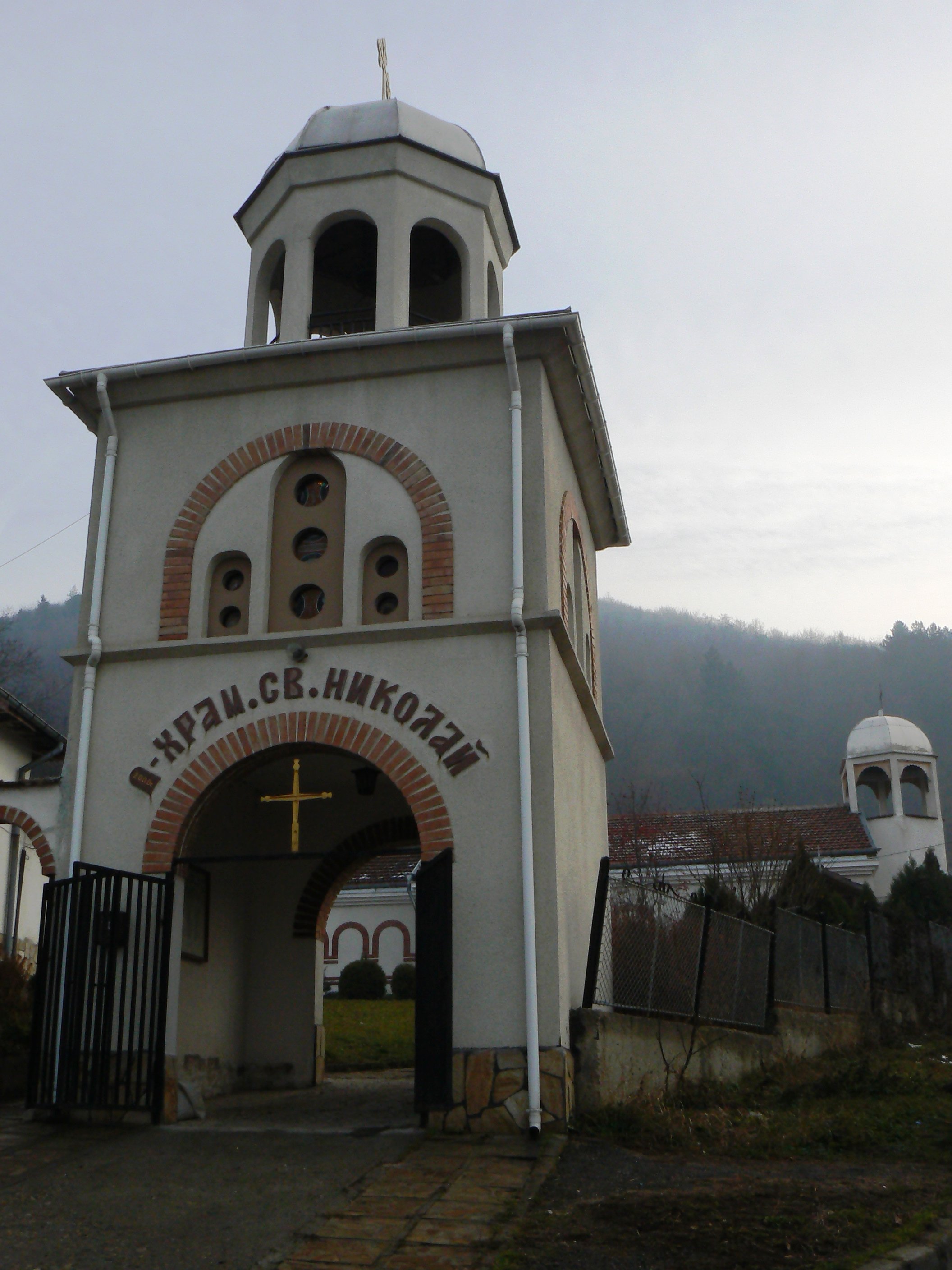
De kerk Sint Nikolaas
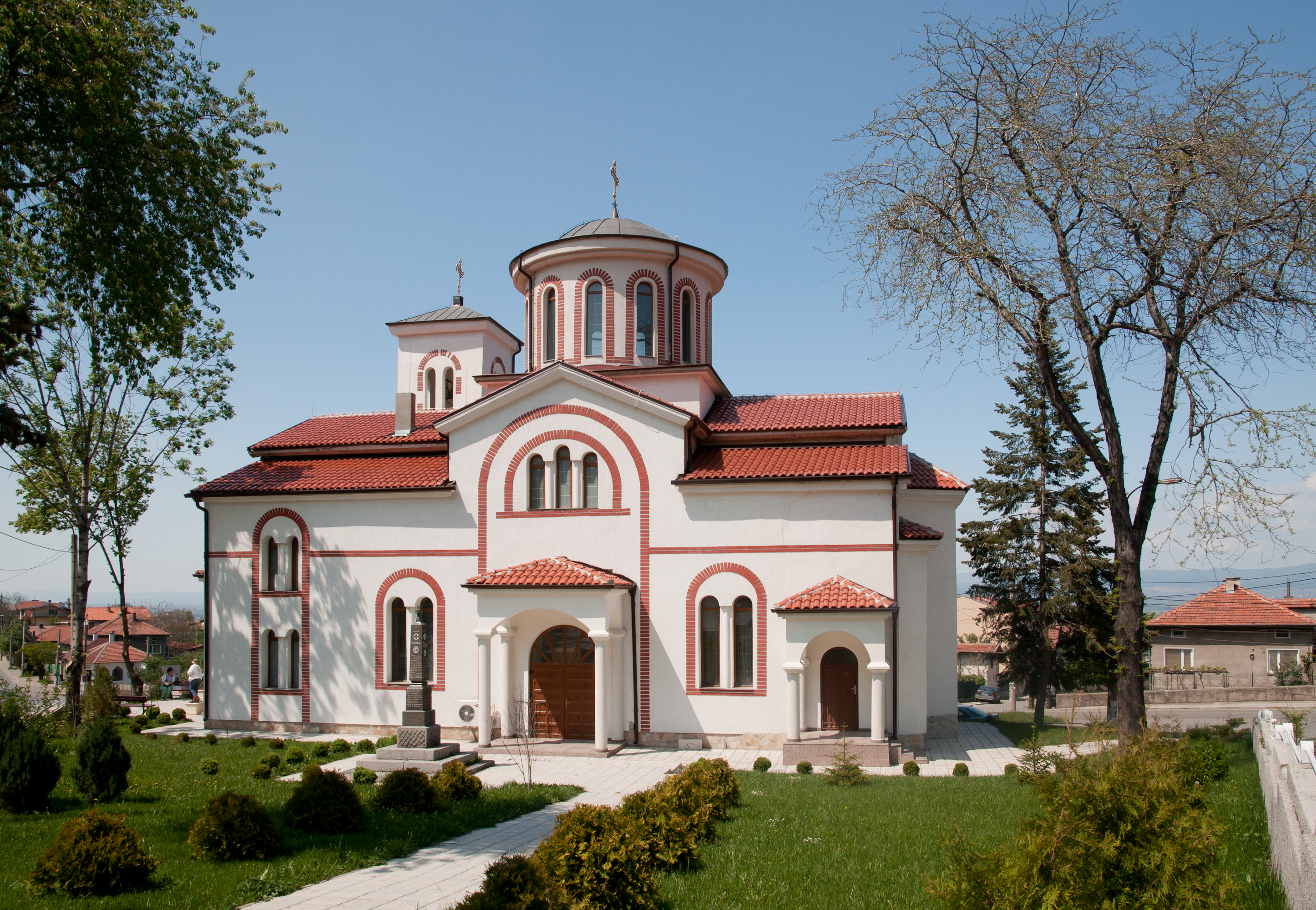
De kerk Sint Athanasius
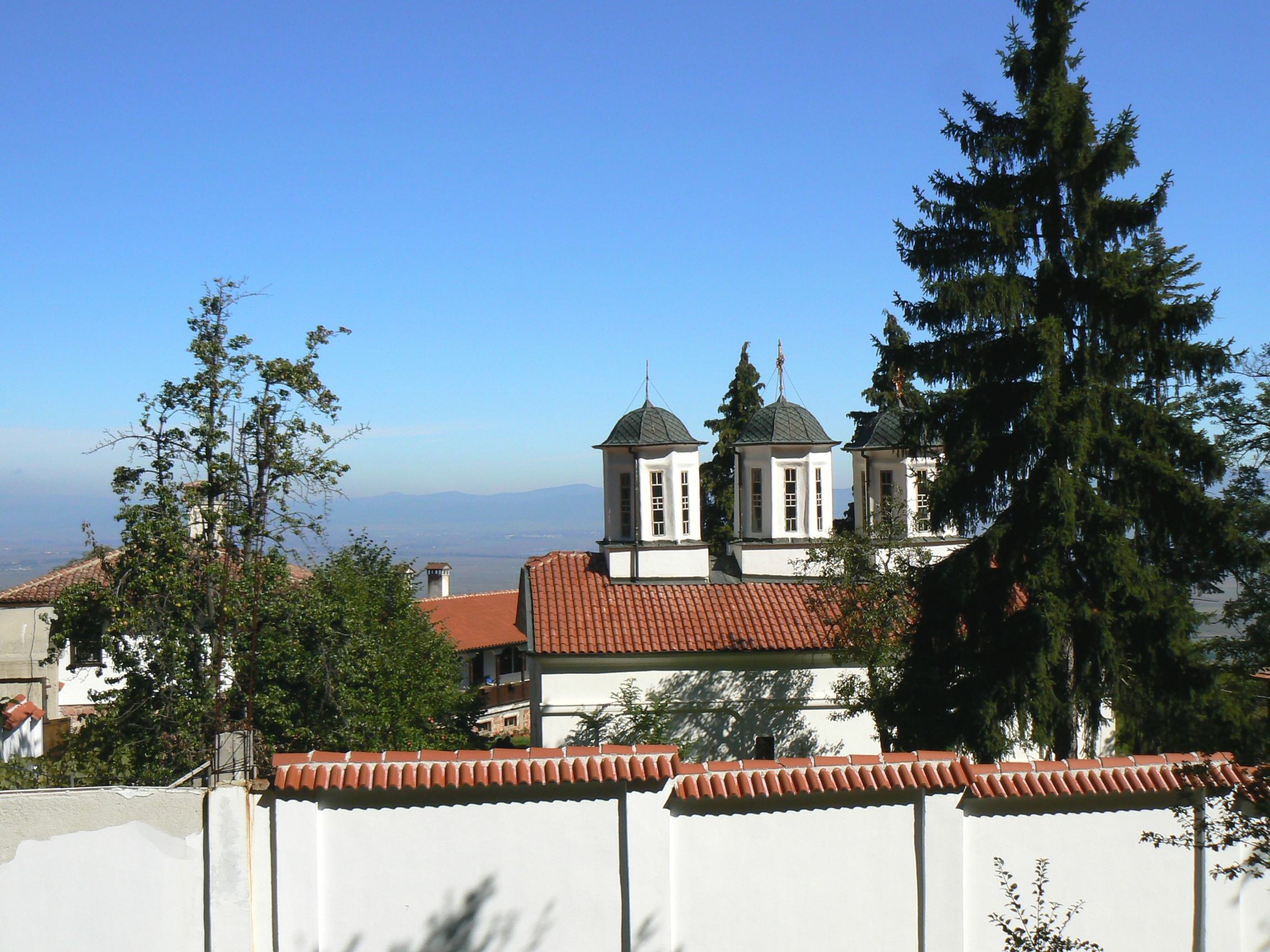
Het klooster
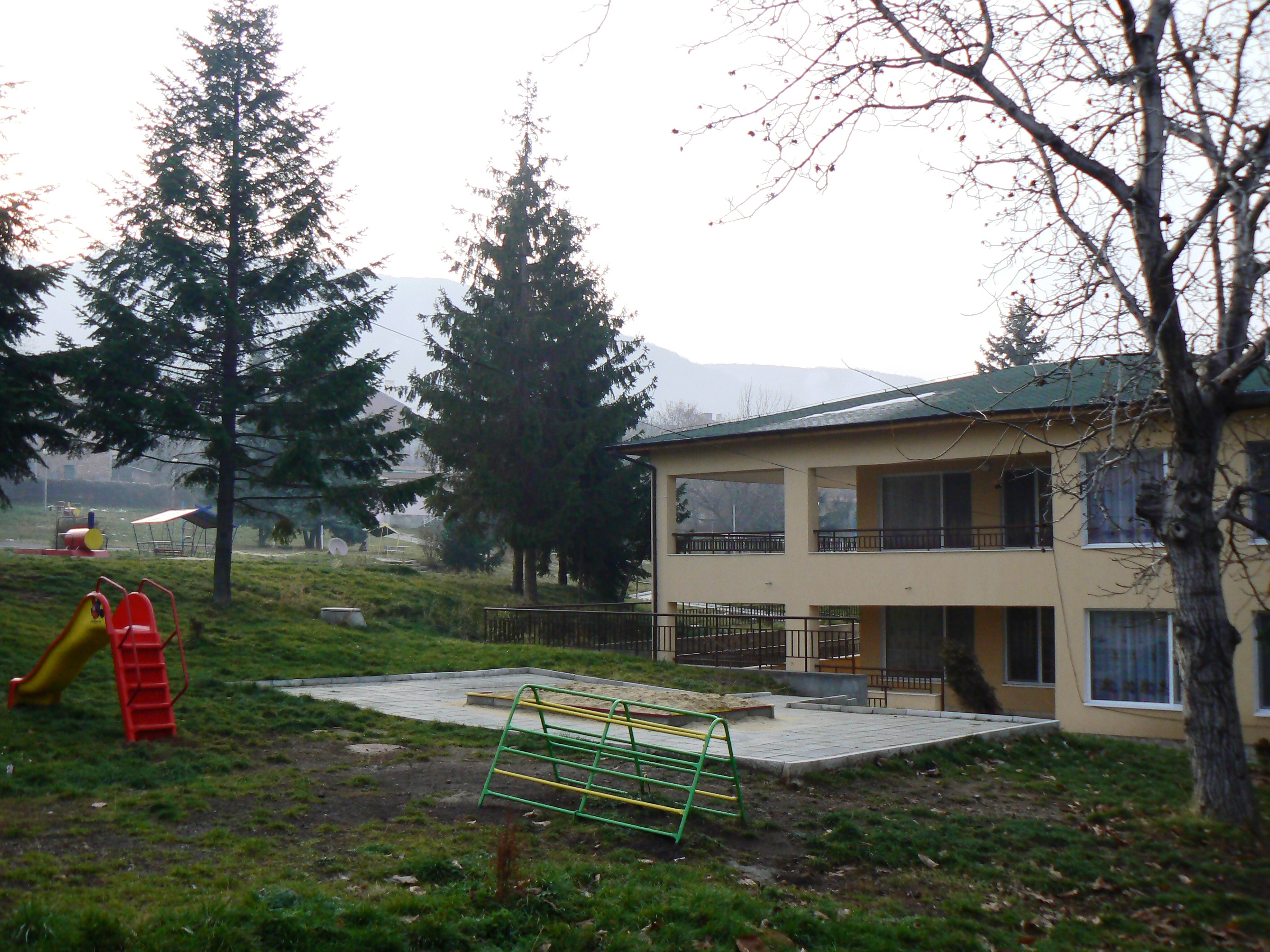
Kleuterschool